# Böjte Attila
Böjte Attila, (Győr, 1976. szeptember 2. –) hatszoros magyar válogatott labdarúgó. Posztját tekintve hátvéd, mezszáma 24-es.

## Pályafutása

### Győr
Böjte a Győri ETO-ban kezdte karrierjét az 1995/96-os szezonban. Három meccset játszott és nem szerzett gólt, a bajnokság végén a tizenötödikként végző csapatban, amely csak az osztályozón biztosította be a bennmaradást. A következő szezonban már megduplázta bajnokijainak számát, és hatszor játszott, az ezúttal középmezőnyben, kilencedik helyen végző ETO-ban. 1997/98-ban kettő, míg az 1998/99-es szezonban tizenegy meccset játszott. Mindkétszer negyedikként zártak. Ezután eligazolt a MTE-Motimhoz, itt nyolc meccset játszott, majd a Sopronhoz, itt eggyel kevesebbet, hetet, de aztán visszatért a nevelőegyesületébe. Az 1999/00-es bajnokságban jött a visszaesés a csapat életében, az előző évhez képest négy helyet rontva csak a nyolcadikként végeztek. Ellenben Böjte eddigi legjobb szezonját futotta, hiszen huszonegyszer szerepelt a nagy csapatban. 2000/01-ben megfejelte még egy meccsel a statisztikáját tavalyhoz képet, és huszonkétszer játszott. Ötödikként fejezték be a bajnokságot. A rá következő évben 2001/02-ben két meccs híján az összes ETO meccsen játszott, így csak harminchatszor. Ez is abszolút csúcs volt a számára, viszont azért bosszankodhatott, mert két hellyel kerülték el a biztos kieső 12. helyet. 2002/03-as, és a 2003/04-es bajnokságban is huszonhét meccsen játszott. Előbbiben hatodikként, utóbbiban tizedikként végeztek.
Ezek voltak az utolsó szezonjai Győrben, hiszen 2004 nyarán eligazolt Újpestre. Összesen 157 meccset játszott az ETO-ban, viszont semmilyen kupát nem nyert a csapattal. A legjobb eredménye a bajnokságban, a negyedik hely volt.

### Újpest
Első szezonja az új csapatában, a 2004/05-ös volt. Tizenháromszor kapott bizalmat edzőjétől. A bajnokságot negyedikként fejezték be. A következő szezonban huszonnégyszer játszott az ezüstérmet nyerő csapatban. Ez volt az első érme felnőtt pályafutása során. 2006/07-es idényben újból negyedikek lettek, de Böjte előrelépett és hárommal több bajnokit játszva, fejezte be a bajnokságot az előző évhez képest. Következett a 2007/08-as szezon. Egy meccs híján az összes bajnokin számítottak rá, mind a huszonkilencen. Végül már-már unalmas eredményként újból negyedikek lettek. A szezon után eligazolt a másodosztályú Gyirmóthoz.

### Gyirmót
Első mérkőzését a Gyirmót színeiben, 2008. szeptember 13-án játszotta a Dunaújváros ellen. A mérkőzésen huszonhárom percet töltött a pályán, utána kiállították, de csapata így is nyert. A szezonban összesen húsz meccset játszott. A bajnokságot hiába nyerték meg, licencproblémák miatt nem jutottak fel az első osztályba.

### A válogatottban
A magyar válogatottban 2004. február 19-én mutatkozott be, Lettország ellen. A találkozót egy ciprusi felkészülési torna keretein belül tartották meg, Limassolban. A meccs 2–1-es magyar sikerrel zárult, Böjtét pedig végig a pályán hagyta az akkori szövetségi kapitány, Lothar Matthäus. Két nap múlva következett a második ciprusi mérkőzés is, ezúttal Románia ellen. Itt a 80. perctől volt a pályán, mert ekkor cserélték be Lőw Zsolt helyére. A meccset a románok nyerték 3–0-ra.
Harmadik válogatott meccsét is még 2004-ben játszotta, hiszen zsinórban egymást követő három válogatott meccsen is számított rá a kapitány. Az ellenfél Wales válogatottja volt, egy magyarországi rendezésű barátságos meccsen, március 31-én. Böjte a 80. percben váltotta Molnár Balázst, a 2–1-es walesi sikerű meccsen.
Több mint másfél évet kellett várnia újra, hogy szerepelhessen a nemzeti színekben. 2005. november 16-án játszott újra, Görögország ellen. Ekkor még mindig Matthäus vezette a magyar csapatot, és a 90. percben állította be Böjtét, Hajnal Tamás helyére. Végül egy percet töltött a pályán. A barátságos meccs 2–1-es görög sikerrel zárult.
A válogatott 2004. végén egy észak-amerikai túrára indult az Amerikai Egyesült Államokba. A játékos is elutazott a csapattal. Az első meccsen, december 15-én Mexikó ellen végig a pályán volt, azonban nem tudott segíteni a 10. perctől Rósa Dénes kiállítása miatt emberhátrányban lévő csapatán, így végül 2–0-s vereség lett a vége. Három nappal később azonban már jobban ment a válogatottnak. Antigua és Barbuda ellen 3–0-ra nyerő magyar válogatottban Böjte végigjátszotta a meccset.
Összesen hat mérkőzést játszott a magyar válogatottban, mindannyiszor Lothar Matthäus adott neki bizalmat. 2004-ben háromszor és 2005-ben is háromszor játszott, csak barátságos meccsen. Sárga lapot nem kapott, háromszor volt kezdő, és háromszor cserélték be. A Győrből háromszor, és az Újpestből is ugyanennyiszer válogatták be.

## Sikerei, díjai
Magyar bajnokság
- ezüstérmes: 2005–06

Magyar bajnokság (másodosztály)
- győztes: 2008–09

## Statisztika

### Mérkőzései a válogatottban
| Magyarország | Magyarország       | Magyarország                       | Magyarország | Magyarország | Magyarország       | Magyarország | Magyarország | Magyarország |
| #            | Dátum              | Helyszín                           | Hazai        | Eredmény     | Vendég             | Kiírás       | Gólok        | Esemény      |
| ------------ | ------------------ | ---------------------------------- | ------------ | ------------ | ------------------ | ------------ | ------------ | ------------ |
| 1.           | 2004. február 19.  | Limassol (CYP)                     | Magyarország | 2 – 1        | Lettország         | barátságos   | -            |              |
| 2.           | 2004. február 21.  | Nicosia (CYP)                      | Magyarország | 0 – 3        | Románia            | barátságos   | -            | 80'          |
| 3.           | 2004. március 31.  | Budapest, Puskás Ferenc Stadion    | Magyarország | 1 – 2        | Wales              | barátságos   | -            | 80'          |
| 4.           | 2005. november 16. | Athén, Karaiszkákisz Stadion       | Görögország  | 2 – 1        | Magyarország       | barátságos   | -            | 90'          |
| 5.           | 2005. december 15. | Phoenix, Chase Field Stadium (USA) | Magyarország | 0 – 2        | Mexikó             | barátságos   | -            |              |
| 6.           | 2005. december 18. | Miami (USA)                        | Magyarország | 3 – 0        | Antigua és Barbuda | barátságos   | -            |              |
|              | Összesen           |                                    |              | 6            | mérkőzés           |              | 0            | gól          |